# 5726 Rubin
Az 5726 Rubin (ideiglenes jelöléssel 1988 BN2) a Naprendszer kisbolygóövében található aszteroida. Carolyn Shoemaker,  Eugene Merle Shoemaker fedezte fel 1988. január 24-én.